# Wasserkraftwerk Mittelstadt
Das Wasserkraftwerk Mittelstadt liegt im Reutlinger Stadtteil Mittelstadt im Landkreis Reutlingen in Baden-Württemberg. Es handelt sich um ein Laufwasserkraftwerk. Das zum Betrieb des Kraftwerks benötigte Wasser wird unmittelbar vor dem Turbinenhaus durch ein Streichwehr gestaut.

## Geschichte und Technik
Das Elektrizitätswerk wurde 1908 in Betrieb genommen. Die Anlage hat eine Fallhöhe von 3,0 m und die Leistung beträgt 500 kW. Die Anlage ist im Besitz der Firma Schoder Grundstücks GbR.